# Oostenrijk op de Olympische Zomerspelen 1924
Oostenrijk nam deel aan de Olympische Zomerspelen 1924 in Parijs, Frankrijk. Vier jaar eerder waren ze niet uitgenodigd om deel te nemen vanwege de rol van Oostenrijk tijdens de Eerste Wereldoorlog.

## Medailleoverzicht
| Sport         | Olympiër          | Discipline  | Medaille |
| ------------- | ----------------- | ----------- | -------- |
| Gewichtheffen | Andreas Stadler   | -60kg (m)   | Zilver   |
| Gewichtheffen | Anton Zwerina     | -67,5kg (m) | Zilver   |
| Gewichtheffen | Franz Aigner      | +82,5kg (m) | Zilver   |
| Gewichtheffen | Leopold Friedrich | -82,5kg (m) | Brons    |

## Deelnemers en resultaten

### Atletiek
| Olympiër                                                             | Discipline               | Resultaat   | Prestatie                               |
| -------------------------------------------------------------------- | ------------------------ | ----------- | --------------------------------------- |
| Ferdinand Kaindl                                                     | 100m (m)                 | series      | serie 3: 3de                            |
| Rudolf Rauch                                                         | 100m (m)                 | DNS         | niet gestart                            |
| Fritz Schedl                                                         | 100m (m)                 | series      | serie 4: 4de                            |
| Fritz Bürger                                                         | 200m (m)                 | DNS         | niet gestart                            |
| Rudolf Rauch                                                         | 200m (m)                 | kwartfinale | serie 3: 2de in 22,6 kwartfinale 1: 5de |
| Otto Benedek                                                         | 400m (m)                 | DNS         | niet gestart                            |
| Karl Schenner                                                        | 400m (m)                 | DNS         | niet gestart                            |
| Karl Swatonek                                                        | 400m (m)                 | DNS         | niet gestart                            |
| Ludwig Deckardt                                                      | 800m (m)                 | series      | serie 1: 5de                            |
| Ferdinand Friebe                                                     | 800m (m)                 | DNS         | niet gestart                            |
| Karl Mahr                                                            | 800m (m)                 | DNS         | niet gestart                            |
| Ferdinand Friebe                                                     | 1500m (m)                | series      | serie 1: 3de in 4.15,8                  |
| Paul Gasser                                                          | 1500m (m)                | DNS         | niet gestart                            |
| Rudolf Heidegger                                                     | 1500m (m)                | DNS         | niet gestart                            |
| Rudolf Heidegger                                                     | 5000m (m)                | DNS         | niet gestart                            |
| Hans Kantor                                                          | 5000m (m)                | series      | serie 3: 10de                           |
| Hans Kantor                                                          | 10000m (m)               | DNS         | niet gestart                            |
| Eduard Weilheim                                                      | 110m horden (m)          | DNS         | niet gestart                            |
| Fritz Bürger Viktor Jandl Rudolf Rauch Fritz Schedl Ferdinand Kaindl | 4x100m (m)               | DNS         | niet gestart                            |
| Otto Benedek Karl Schenner Otto Schönthal Karl Swatonek              | 4x400m (m)               | DNS         | niet gestart                            |
| Josef Franz                                                          | marathon (m)             | DNS         | niet gestart                            |
| Rudolf Kühnel                                                        | marathon (m)             | DNS         | niet gestart                            |
| Rudolf Url                                                           | marathon (m)             | DNS         | niet gestart                            |
| Josef Franz                                                          | 10km snelwandelen (m)    | DSQ         | serie 1: gediskwalificeerd              |
| Josef Polese                                                         | verspringen (m)          | DNS         | niet gestart                            |
| Alexander Weilheim                                                   | verspringen (m)          | DNS         | niet gestart                            |
| Richard Haselsteiner                                                 | hoogspringen (m)         | DNS         | niet gestart                            |
| Karl Vettermann                                                      | hoogspringen (m)         | DNS         | niet gestart                            |
| Richard Haselsteiner                                                 | polsstokhoogspringen (m) | DNS         | niet gestart                            |
| Raimund Held                                                         | polsstokhoogspringen (m) | DNS         | niet gestart                            |
| Erich Friedmann                                                      | kogelstoten (m)          | DNS         | niet gestart                            |
| Emil Janausch                                                        | kogelstoten (m)          | DNS         | niet gestart                            |
| Eduard Klambauer                                                     | discuswerpen (m)         | DNS         | niet gestart                            |
| Wilhelm Schwarzinger                                                 | discuswerpen (m)         | DNS         | niet gestart                            |
| Fritz Umfahrer                                                       | speerwerpen (m)          | DNS         | niet gestart                            |
| Christo-Simon Simotta                                                | speerwerpen (m)          | DNS         | niet gestart                            |
| Josef Polese                                                         | vijfkamp (m)             | DNS         | niet gestart                            |
| Hans Volckmar                                                        | vijfkamp (m)             | DNS         | niet gestart                            |
| Alexander Weilheim                                                   | vijfkamp (m)             | DNS         | niet gestart                            |
| Josef Polese                                                         | tienkamp (m)             | DNS         | niet gestart                            |
| Hans Volckmar                                                        | tienkamp (m)             | DNS         | niet gestart                            |

### Boksen
| Olympiër         | Discipline   | Resultaat | Prestatie                      |
| ---------------- | ------------ | --------- | ------------------------------ |
| Alfred Vogl      | -50,8kg (m)  | DNS       | niet gestart                   |
| Franz Barta      | -53,52kg (m) | 17e       | 1ste ronde: V van BEL Sybille  |
| Anton Eichholzer | -61,24kg (m) | 17e       | 1ste ronde: V van DEN Petersen |
| Anton Achatz     | -61,24kg (m) | DNS       | niet gestart                   |
| Alexander Decker | -61,24kg (m) | 17e       | 1ste ronde: V van SUI Stauffer |
| Eugen Wittkowitz | -61,24kg (m) | DNS       | niet gestart                   |

### Gewichtheffen
| Olympiër          | Discipline  | Resultaat | Prestatie |
| ----------------- | ----------- | --------- | --- |
| Franz Andrysek    | -60kg (m)   | 18e       | trekken eenhanding: 4de met 60kg stoten eenhandig: 4de met 75kg drukken: 10de met 67,5kg trekken: 8ste met 72,5kg stoten: geen geldige poging totaal: 275kg       |
| Wilhelm Rosinek   | -60kg (m)   | 5e        | trekken eenhanding: 7de met 57,5kg stoten eenhandig: 4de met 75kg drukken: 10de met 67,5kg trekken: 10de met 70kg stoten: 1ste met 105kg totaal: 375kg            |
| Andreas Stadler   | -60kg (m)   | Zilver    | trekken eenhanding: 1ste met 65kg stoten eenhandig: 4de met 75kg drukken: 14de met 65kg trekken: 4de met 75kg stoten: 1ste met 105kg totaal: 385kg                |
| Willy Etzenberger | -67,5kg (m) | 9e        | trekken eenhanding: 6de met 65kg stoten eenhandig: 3de met 85kg drukken: 16de met 70kg trekken: 15de met 75kg stoten: 5de met 110kg totaal: 405kg                 |
| Leopold Treffny   | -67,5kg (m) | 4e        | trekken eenhanding: 6de met 65kg stoten eenhandig: 3de met 85kg drukken: 6de met 77,5kg trekken: 3de met 85kg stoten: 2de met 112,5kg totaal: 425kg               |
| Anton Zwerina     | -67,5kg (m) | Zilver    | trekken eenhanding: 1ste met 75kg (WR) stoten eenhandig: 7de met 80kg drukken: 6de met 77,5kg trekken: 6de met 82,5kg stoten: 2de met 112,5kg totaal: 427,5kg     |
| Rudolf Edinger    | -75kg (m)   | 24e       | trekken eenhanding: 14de met 62,5kg stoten eenhandig: geen geldige poging drukken: 3de met 95kg trekken: 12de met 80kg stoten: 12de met 110kg totaal: 347,5kg     |
| Rupert Eidler     | -75kg (m)   | 7e        | trekken eenhanding: 10de met 65kg stoten eenhandig: 3de met 90kg drukken: 6de met 82,5kg trekken: 6de met 85kg stoten: 6de met 115kg totaal: 437,5kg              |
| Hans Gill         | -75kg (m)   | 9e        | trekken eenhanding: 18de met 60kg stoten eenhandig: 6de met 85kg drukken: 5de met 85kg trekken: 12de met 80kg stoten: 12de met 110kg totaal: 420kg                |
| Karl Freiberger   | -82,5kg (m) | 4e        | trekken eenhanding: 5de met 75kg stoten eenhandig: 2de met 95kg drukken: 3de met 92,5kg trekken: 12de met 80kg stoten: 2de met 130kg totaal: 487,5kg              |
| Leopold Friedrich | -82,5kg (m) | Brons     | trekken eenhanding: 5de met 75kg stoten eenhandig: 2de met 95kg drukken: 2de met 95kg trekken: 4de met 95kg stoten: 2de met 130kg totaal: 490kg                   |
| Hermann Glück     | -82,5kg (m) | 11e       | trekken eenhanding: 5de met 75kg stoten eenhandig: 13de met 80kg drukken: 7de met 87,5kg trekken: 9de met 90kg stoten: 8ste met 120kg totaal: 452,5kg.            |
| Franz Aigner      | +82,5kg (m) | Zilver    | trekken eenhanding: 2de met 80kg stoten eenhandig: 1ste met 97,5kg (OR) drukken: 1ste met 112,5kg (OR) trekken: 8ste met 95kg stoten: 4de met 130kg totaal: 515kg |
| Gustav Becker     | +82,5kg (m) | 10e       | trekken eenhanding: 9de met 75kg stoten eenhandig: 13de met 80kg drukken: 15de met 87,5kg trekken: 10de met 90kg stoten: 7de met 127,5kg totaal: 460kg            |
| Josef Leppelt     | +82,5kg (m) | 11e       | trekken eenhanding: 2de met 80kg stoten eenhandig: 13de met 80kg drukken: 10de met 90kg trekken: 10de met 90kg stoten: 15de met 115kg totaal: 455kg               |

### Paardensport
| Olympiër                    | Discipline  | Resultaat | Prestatie    |
| Dressuur                    | Dressuur    | Dressuur  | Dressuur     |
| --------------------------- | ----------- | --------- | ------------ |
| Arthur von Pongracz         | individueel | 12e       | 234,2 punten |
| Dagobert von Sekullic-Vrich | individueel | 22e       | 179,8 punten |

### Schermen
| Olympiër                                                                                                  | Discipline      | Resultaat | Prestatie |
| --- | --------------- | --------- | --- |
| Kurt Ettinger                                                                                             | floret (m)      | 11e       | 1ste ronde groep 5: 2de W van URU Mendy: 5-4 W van DEN Munck: 5-3 W van POL Winkler: 5-3 V van SUI Albaret: 3-5 2de ronde groep 5: 3de V van GBR Seligman: 3-5 V van DEN Osiier: 0-5 W van SUI Fitting: 5-0 W van NED de Jong: 5-2 W van ESP García: 5-3 kwartfinale 1: 2de V van ESP Delgado: 2-5 W van FRA Coutrot: 5-2 W van BEL Van Damme: 5-3 W van GBR Montgomerie: 5-3 W van POR de Andrade: 5-4 halve finale 1: 6de V van FRA Ducret: 3-5 V van DEN Osiier: 2-5 V van BEL Van Damme: 2-5 V van ARG Larraz: 2-5 V van ESP Delgado: 4-5 |
| Alois Gottfried                                                                                           | floret (m)      | 33e       | 1ste ronde groep 11: 3de V van BEL Van Damme: 2-5 V van NOR Falkenberg: 4-5 W van ARG Guerrico: 5-3 2de ronde groep 3: 6de V van BEL Crahay: 1-5 V van ESP Delgado: 3-5 V van POR Queiróz: 1-5 V van GBR Doyne: 0-5 V van SUI Fitting: 2-5 |
| Ernst Huber                                                                                               | floret (m)      | 37e       | 1ste ronde groep 4: 4de V van GBR Montgomerie: 3-5 V van USA Bloomer: 2-5 W van SUI Fitting: 5-3 |
| Richard Brünner Ernst Huber Kurt Ettinger Alois Gottfried Hugo Philipp Ernst Baylon H. Eybler R. Jaan     | floret team (m) | 11e       | 1ste ronde groep 4: 1ste kwartfinale 1: 4de V van Italië: 3-13 V van Hongarije: 3-13 V van Zwitserland: 6-10 |
| Alois Gottfried                                                                                           | sabel (m)       | DNS       | niet gestart |
| Otto Herschmann                                                                                           | sabel (m)       | DNS       | niet gestart |
| Hugo Philipp                                                                                              | sabel (m)       | DNS       | niet gestart |
| W. Zborzil                                                                                                | sabel (m)       | DNS       | niet gestart |
| Kurt Ettinger Otto Herschmann H. Eybler Rudolf Picha Louis Veltze Alois Gottfried Hugo Philipp W. Zborzil | sabel team (m)  | DNS       | niet gestart |

### Schietsport
| Olympiër | Discipline    | Resultaat | Prestatie  |
| --- | ------------- | --------- | ---------- |
| Heinrich Bartosch                                                                                             | trap (m)      | 9e        | 95 punten  |
| August Baumgartner                                                                                            | trap (m)      | 29e       | 88 punten  |
| Hans Schödl                                                                                                   | trap (m)      | 14e       | 93 punten  |
| Erich Zoigner                                                                                                 | trap (m)      | 24e       | 89 punten  |
| Heinrich Bartosch August Baumgartner Hans Schödl Erich Zoigner Friedrich Dietz von Weidenberg Franz Hollitzer | trap team (m) | 6e        | 347 punten |

### Schoonspringen
| Olympiër      | Discipline    | Resultaat | Prestatie                                                       |
| ------------- | ------------- | --------- | --------------------------------------------------------------- |
| Klara Bornett | 3m plank (m)  | 6e        | 1ste ronde groep 1: 3de met 13 punten finale: 6de met 28 punten |
| Viki Sölkner  | 3m plank (m)  | 8e        | 1ste ronde groep 2: 4de met 21 punten                           |
| Grete Adler   | 10m toren (v) | 8e        | 1ste ronde groep 2: 4de met 19,5 punten                         |

### Worstelen
| Olympiër         | Discipline     | Resultaat      | Prestatie |
| Grieks-Romeins   | Grieks-Romeins | Grieks-Romeins | Grieks-Romeins |
| ---------------- | -------------- | -------------- | --- |
| Adolf Herschmann | -58kg (m)      | 5e             | 1ste ronde: W van TUR Çakin: beslissing 2de ronde: W van DEN Gundersen: walk-over 3de ronde: W van TCH Bozděch: beslissing 4de ronde: W van FRA Kueny 5de ronde: V van SWE Hansson: beslissing                                  |
| Karl Mezulian    | -62kg (m)      | 13e            | 1ste ronde: W van LAT Rudzītis: beslissing 2de ronde: V van FIN Toivola: beslissing 3de ronde: V van SWE Malmberg: beslissing                                                                                                   |
| Josef Pencik     | -62kg (m)      | 27e            | 1ste ronde: W van ESP Sánchez |
| Sidney Bergmann  | -67,5kg (m)    | 20e            | 1ste ronde: V van TCH Beránek: beslissing 2de ronde: V van NOR Gaupset: walk-over |
| Ludwig Sesta     | -67,5kg (m)    | 9e             | 1ste ronde: V van HUN Matura: beslissing 2de ronde: W van BEL Mollin 3de ronde: W van FRA Parisel: beslissing 4de ronde: V van NOR Gaupset: beslissing                                                                          |
| Viktor Fischer   | -75kg (m)      | 5e             | 1ste ronde: W van ITA Gorletti 2de ronde: W van ITA Gargano 3de ronde: W van HUN Kónyi: beslissing 4de ronde: W van TCH Pštros: beslissing 5de ronde: V van FIN Lindfors: beslissing 6de ronde: V van EST Steinberg: beslissing |
| Franz Sax        | -82,5kg (m)    | 12e            | 1ste ronde: V van LAT Baumanis 2de ronde: V van DEN Tetens: beslissing |
| Franz Mileder    | +82,5kg (m)    | 13e            | 1ste ronde: V van FRA Dame: beslissing 2de ronde: V van FIN Rosenqvist: beslissing |

Argentinië · Australië · België · Brazilië · Brits-Indië · Bulgarije · Canada · Chili · Cuba · Denemarken · Ecuador · Egypte · Estland · Filipijnen · Finland · Frankrijk · Griekenland · Groot-Brittannië · Haïti · Hongarije · Ierland · Italië · Japan · Joegoslavië · Letland · Litouwen · Luxemburg · Mexico · Monaco · Nederland · Nieuw-Zeeland · Noorwegen · Oostenrijk · Polen · Portugal · Roemenië · Spanje · Tsjecho-Slowakije · Turkije · Uruguay · Verenigde Staten · Zuid-Afrika · Zweden · Zwitserland